# Adrien Treuille
 (février 2022).
La mise en forme du texte ne suit pas les recommandations de Wikipédia : il faut le « wikifier ».
Les points d'amélioration suivants sont les cas les plus fréquents :
- Les titres sont pré-formatés par le logiciel. Ils ne sont ni en capitales, ni en gras.
- Le texte ne doit pas être écrit en capitales (les noms de famille non plus), ni en gras, ni en italique, ni en « petit »…
- Le gras n'est utilisé que pour surligner le titre de l'article dans l'introduction, une seule fois.
- L'italique est rarement utilisé : mots en langue étrangère, titres d'œuvres, noms de bateaux, etc.
- Les citations ne sont pas en italique mais en corps de texte normal. Elles sont entourées par des guillemets français : « et ».
- Les listes à puces sont à éviter, des paragraphes rédigés étant largement préférés. Les tableaux sont à réserver à la présentation de données structurées (résultats, etc.).
- Les appels de note de bas de page (petits chiffres en exposant, introduits par l'outil «  Source ») sont à placer entre la fin de phrase et le point final[comme ça].
- Les liens internes (vers d'autres articles de Wikipédia) sont à choisir avec parcimonie. Créez des liens vers des articles approfondissant le sujet. Les termes génériques sans rapport avec le sujet sont à éviter, ainsi que les répétitions de liens vers un même terme.
- Les liens externes sont à placer uniquement dans une section « Liens externes », à la fin de l'article. Ces liens sont à choisir avec parcimonie suivant les règles définies. Si un lien sert de source à l'article, son insertion dans le texte est à faire par les notes de bas de page.
- La présentation des références doit suivre les conventions bibliographiques. Il est recommandé d'utiliser les modèles {{Ouvrage}}, {{Chapitre}}, {{Article}}, {{Lien web}} et/ou {{Bibliographie}}. Le mode d'édition visuel peut mettre en forme automatiquement les références.
- Insérer une infobox (cadre d'informations à droite) n'est pas obligatoire pour parachever la mise en page.

Pour une aide détaillée, merci de consulter Aide:Wikification.
Si vous pensez que ces points ont été résolus, vous pouvez retirer ce bandeau et améliorer la mise en forme d'un autre article.
Adrien Treuille, né le 26 mai 1842 à Châtellerault et mort le 19 avril 1917 à Menton, est un ingénieur polytechnicien, entrepreneur et homme politique français,. 
Il est notamment maire d'Availles-en-Châtellerault de son élection en 1890 à sa mort en 1917, dernier entrepreneur privé de la Manufacture d'Armes de Châtellerault à partir de novembre 1889 jusqu'en 1895, et Comte Romain par bref papal en 1897.

## Biographie

### Origines familiales
Adrien Treuille naît le 25 mai 1842 dans la ville de Châtellerault, dans le département de la Vienne, d'Alphonse Treuille, marchand de fer, et de Olympe Lavallée. Sa famille est plutôt nombreuses : il a un grand frère, de deux années son aîné, et deux sœurs jumelles, nées en 1844.  
La branche châtelleraudaise de la famille Treuille, à laquelle il appartient, fut fondée par François Treuille, un apprenti orfèvre de la fin du XVIIe siècle qui s'installa à Châtellerault. L'un de ses ancêtres, Sieur des Richardières, fut procureur au Présidial de Poitiers durant le XVIIe siècle.
Il épouse Jeanne Delphine de La Fouchardière, petite-fille de Paul Proa et tante de Georges de La Fouchardière.

### Entrepreneur de la Manufacture d'armes de Châtellerault

#### Commande de fusils par la Russie
En 1891,  la Russie d'Alexandre III, affaiblie économiquement et "pour des raisons stratégiques", décide de passer une commande de 500 000 fusils Mossine à la France. S'entame alors des négociations entre la France et la Russie, Adrien Treuille négociant lui-même la commande avec le général-baron de Fréedéricksz, avant qu'un accord ne soit finalement trouvé le 23 décembre 1891.  
Le début des travaux est difficile : sous la pression, le président Sadi Carnot viendra lui-même à la Manufacture, 17 juillet 1892, pour suivre l'avancée de la production. Pour garder un œil sur la production de fusils, plusieurs hommes russes sont envoyés à Châtellerault, dont le prince impérial André Gagarine, qui s'installa dans une demeure avec sa famille. Les russes, qui maitrisent le français, s'intègrent rapidement parmi la population, et Adrien Treuille les invite de manière récurrente à des banquets qu'il organise, probablement à la Tour d'Oyré.
La commande s'achève le 25 avril 1895, à terme et comme convenu : 503 539 fusils de la marque Mossine auront été produits et envoyés en Russie. De nombreux banquets et manifestations sont organisés par fêter l'évènement et le départ de la mission russe, et Adrien Treuille devient commandeur de l'ordre de Saint-Stanislas, en reconnaissance pour son service à la Russie.

#### La Cloche Russe
À la mort brutale du Tsar, le 1er novembre 1894, Adrien Treuille insiste auprès de l'évêque de Poitiers pour que des prières en sa mémoire soient faites publiquement. Des hommages et des célébrations publics en l'honneur du défunt Tsar auront par la suite lieu. Touché par cet acte de reconnaissance, le colonel Solkérine demanda à Adrien Treuille et au curé Guérin ce qu'ils désiraient en retour. Les deux hommes répondirent alors qu'une cloche serait la bienvenue, et la demande fut présentée au Tsar Nicolas II, qui accepta de grâce.
La cloche est fondue dans la ville de Petrograd, où les russes gravent en lettres latines et cyrilliques "Sonnez la paix et la fraternité des peuples". Gigantesque (plus de 2 mètres de haut et plus d'1,70 mètre de diamètre), la cloche est acheminée en France, où elle sera baptisée par l'archevêque de Bordeaux, sous le parrainage d'Adrien Treuille lui-même. Elle sera ensuite installée dans le clocher de l'église Saint-Jean-Baptiste, à Châtellerault, où avait eu lieu les prières pour le Tsar.

### Maire d'Availles-en-Châtellerault
Adrien Treuille est le maire d'Availles à avoir été réélu le plus de fois (6 fois). Il devient maire par les élections du 15 juin 1890, et restera à son poste jusqu'à sa mort, en 1917. C'est notamment sous ses nombreux mandats qu'apparaîtront les premiers moyens de transports publics dans la commune d'Availles et le premier réseau téléphonique. Il chercha également à organiser une foire chaque 28 mars et chaque 28 septembre de chaque année, mais son projet n'aboutira pas. 

#### Politique
Interrogé à propos d'une élection sénatoriale, Adrien Treuille donna son opinion sur la politique qu'il souhaitait engager en tant que maire : 
« Je voudrais faire de la concentration à la droite en réunissant le plus souvent dans les mêmes votes les républicains modérés et les membres des anciens partis monarchistes qui font passer le péril social avant le souci dynastique et la préoccupation chrétienne de soulager les misères humaines avant la conservation tout apparente de privilèges de classe. »
Il se considère comme républicain conservateur.